# Esotika Erotika Psicotika
Esotika Erotika Psicotika è un film erotico italiano del 1970 scritto, prodotto e diretto da Radley Metzger. 

## Trama
Nel loro castello, una coppia benestante guarda un film erotico insieme al figlio adulto. Più tardi quella sera, in un carnevale locale, vedono una donna che sembra essere una delle interpreti del film, e decidono di portarla a casa con loro. Sebbene una successiva visione del film metta in discussione l'identità della donna, l'ospite di casa riesce rapidamente a sedurre i vari membri della famiglia.

## Produzione
La sceneggiatura del film è opera di Metzger e Michael DeForrest.. 
Il film venne girato in lingua inglese col titolo Mind Games. A causa della pessima pronuncia di Turco e Venturelli quasi tutti i dialoghi vennero doppiati in fase di post produzione. Wolff e Remberg dovettero così autodoppiarsi. 
A parte alcune scene negli studi di Cinecittà, il film è stato quasi interamente girato presso il Castello Piccolomini di Balsorano.

## Distribuzione
Il film uscì in Italia solo nel 1975.

## Accoglienza
Esotika Erotika Psicotika fu accolto con recensioni favorevoli da gran parte della critica, specialmente da Andy Warhol e Vincent Canby, che lo definirono uno dei primi film di sesso con un alto valore di produzione. Vincent Canby del New York Times scrisse: "Devo dire che ho trovato la maggior parte dei film del signor Metzger piacevoli da guardare. Sono così, beh, "adulti" con colori, decorazioni e movimento incredibili". Andy Warhol, che favorì l'avvento della Golden Age of Porn con il suo film Blue Movie del 1969, era un fan dei film di Metzger e commentò come Esotika Erotika Psicotika fosse "un capolavoro oltraggiosamente stravagante". Tuttavia, il critico Roger Ebert definì il film "pretenzioso" e la trama troppo "contorta".